# Afrika koktél
Az Afrika koktél (eredeti cím: A Good Man in Africa) 1994-ben bemutatott amerikai–brit–dél-afrikai filmvígjáték-dráma Bruce Beresford rendezésében. A forgatókönyvet William Boyd írta, A Good Man in Africa (1981) című regényéből. A főbb szerepekben Colin Friels, Sean Connery, John Lithgow, Joanne Whalley, Diana Rigg és Louis Gossett Jr. látható.
Az Amerikai Egyesült Államokban 1994. szeptember 9-én mutatták be, negatív kritikai fogadtatás mellett.

## Cselekmény
Morgan Leafy a királyi főbiztos főtitkára. A fiktív nyugat-afrikai Kinjanja nevű afrikai országban dolgozik, mely nemrég függetlenedett a britektől. Arthur Fanshawe, az Afrikából távozni vágyó brit királyi főbiztos megtudja, hogy Kinjanjában hatalmas olajlelőhely található. 
Leafyt bízza meg azzal, hogy a brit érdekek mentén befolyásolja a közelgő elnökválasztás legesélyesebb jelöltjét, Adekunlét. Leafy azonban a feladata végrehajtása helyett inkább ivással és nők társaságával üti el idejét. A bonyolódó politikai helyzetben Alex Murray, az évtizedek óta Afrikában élő skót orvos siet segítségükre.

## Szereplők
| Szerep                  | Színész           | Magyar hang        |
| ----------------------- | ----------------- | ------------------ |
| Morgan Leafy            | Colin Friels      | Csankó Zoltán      |
| Dr. Alex Murray         | Sean Connery      | Kristóf Tibor      |
| Arthur Fanshawe         | John Lithgow      | Beregi Péter       |
| Chloe Fanshawe          | Diana Rigg        | Tóth Judit         |
| Sam Adekunle professzor | Louis Gossett Jr. | Vass Gábor         |
| Celia Adekunle          | Joanne Whalley    | Kiss Erika         |
| Priscilla Fanshawe      | Sarah-Jane Fenton | Kisfalvi Krisztina |
| Friday, Leafy inasa     | Maynard Eziashi   | Kassai Károly      |

## Fogadtatás
A film negatív kritikákat kapott. A Rotten Tomatoes tíz kritikus véleménye alapján mindössze 10%-ra értékelte.
Roger Ebert filmkritikus a maximális négyből két csillagos értékelést adott rá. Állítása szerint kényelmetlenül érezte magát a film megtekintése közben, ugyanakkor Connery, Lithgow és Gossett színészi játékát méltatta.
Egy évekkel későbbi interjúban maga a rendező, Bruce Beresford is rossz véleménnyel volt filmjéről: „Istenem, ez borzalmas volt. Ez volt életem legrosszabb filmes élménye. Rosszul választották ki a szereplőket, a stáb is furcsa volt. Rossz helyen forgattunk. Dél-Afrikában vettük fel, pedig Nyugat-Afrikában játszódott. Ez olyan, mintha Alaszkában forgatnál egy New Orleansban játszódó történetet. És rájöttem, hogy bár a regény, melyen a film alapul, borzasztóan vicces, nagyon anekdotikus. Nincs benne valódi narratíva. Azt hiszem, a második napon jöttem rá, hogy ez sosem fog működni, mert a jelenetek nem kapcsolódnak össze. Azt gondoltam: »El vagyok veszve! Ebből sosem mászok ki.«”

## Fordítás
- Ez a szócikk részben vagy egészben  az   A Good Man in Africa című angol Wikipédia-szócikk ezen változatának fordításán alapul.  Az eredeti cikk szerkesztőit annak laptörténete sorolja fel. Ez a jelzés csupán a megfogalmazás eredetét és a szerzői jogokat jelzi, nem szolgál a cikkben szereplő információk forrásmegjelöléseként.